# (5448) Siebold
(5448) Siebold (1992 SP) – planetoida z pasa głównego asteroid okrążająca Słońce w ciągu 3,31 lat w średniej odległości 2,22 j.a. Odkryta 26 września 1992 roku.